# Confession d'un enfant du siècle (film)
Pour les articles homonymes, voir La Confession d'un enfant du siècle.
Pour plus de détails, voir Fiche technique et Distribution.
Confession d'un enfant du siècle est un film dramatique germano-franco-britannique écrit et réalisé par Sylvie Verheyde, sorti le 29 août 2012. Le film faisait partie de la sélection Un certain regard au festival de Cannes 2012.

## Synopsis
Allusion au roman autobiographique La Confession d'un enfant du siècle d'Alfred de Musset, le film raconte la relation entre George Sand et l'auteur dans les années 1830,.

## Fiche technique
- Titre français : La Confession d'un enfant du siècle
- Titre anglais : Confession of a Child of the Century
- Titre allemand : Confession
- Réalisation : Sylvie Verheyde
- Scénario : Sylvie Verheyde, d'après l'œuvre éponyme d'Alfred de Musset
- Décors : Thomas Grézaud
- Costumes : Esther Walz
- Photographie : Nicolas Gaurin
- Montage : Christel Dewynter
- Musique : Nousdeux The Band
- Production : Bruno Berthemy
- Société de production : Les Films du Veyrier
- Société de distribution : Ad Vitam Distribution (France), Imagine Film Distribution (Belgique)
- Pays d'origine :  France -  Royaume-Uni -  Allemagne
- Langue originale : anglais britannique
- Format : couleur
- Genre : drame
- Durée : 125 minutes
- Date de sortie :
  -  France : 29 août 2012

## Distribution
- Charlotte Gainsbourg (V. F. : elle-même) : Brigitte
- Pete Doherty :(V. F. : Louis-Ronan Choisy)  Octave
- Lily Cole : Élise
- August Diehl (V. F. : Loïc Corbery) : Desgenais
- Volker Bruch : Henry Smith
- Joséphine de La Baume : la maitresse de Desgenais
- Adèle Haenel : la fille de la taverne
- Rebecca Jameson : la narratrice
- Karole Rocher : Marco
- Guillaume Gallienne : Mercanson
- Rhian Rees : madame Levasseur
- Diana Stewart : la tante de Brigitte
- Kathrin Anna Stahl : la chanteuse

Source et légende : Version française (V. F.) sur le site d’AlterEgo (la société de doublage)

## Tournage
Les scènes du film ont été partiellement tournées sur le site de la Madeleine à Bourg-en-Bresse dans l'Ain, en 2011. Trois semaines de tournage ont été réalisées au château de Pommier de Saint-Martin-du-Mont.